# Barenton
Barenton település Franciaországban, Manche megyében. Lakosainak száma 1166 fő (2022. január 1.). Barenton Ger, Saint-Clément-Rancoudray, Saint-Cyr-du-Bailleul, Saint-Georges-de-Rouelley, Le Teilleul és Mortain-Bocage községekkel határos.

## Népesség
A település népességének változása:
| Lakosok száma | 1598 | 1547 | 1437 | 1293 | 1214 | 1190 | 1172 | 1175 | 1176 | 1166 |
|               | 1968 | 1982 | 1990 | 2006 | 2013 | 2015 | 2017 | 2019 | 2020 | 2022 |